# Linothele fallax
Linothele fallax är en spindelart som först beskrevs av Cândido Firmino de Mello-Leitão 1926.  
Linothele fallax ingår i släktet Linothele och familjen Dipluridae. Inga underarter finns listade i Catalogue of Life.